# Probolomyrmex boliviensis
Probolomyrmex boliviensis is een mierensoort uit de onderfamilie van de Proceratiinae. De wetenschappelijke naam van de soort is voor het eerst geldig gepubliceerd in 1923 door Mann.